# 탑동초등학교 (동두천시)
탑동초등학교는 대한민국 경기도 동두천시에 있는 공립 초등학교이다.

## 학교 연혁
- 1939. 4. 1 송우공립심상소학교 부설 탑동간이학교 개교
- 1944. 9. 1 송우공립국민학교 탑동분교장으로 승격
- 1950. 4. 1 탑동국민학교로 승격
- 1950. 4. 1 초대 유익수 교장 취임
- 1973. 7. 1 경기도의정부교육청 산하로 편입
- 1981. 3. 16 탑동국민학교 병설유치원 개원
- 1981. 7. 1 경기도동두천교육청 산하로 편입
- 1995. 8. 29 비 조리 급식학교 시설
- 1996. 3. 1 탑동초등학교로 개명
- 2000. 3. 1 경기도교육청지정 재량활동자율시범학교 운영
- 2003. 3. 1 특기․적성교육 시범학교 지정
- 2003. 8. 31 화장실 개선 사업
- 2004. 10. 27 특기․적성교육 활동 시범학교 운영 보고회 (2/2)
- 2008. 2. 10 어학실 완공
- 2008. 8. 28 예절실 완공
- 2010. 3. 1 제19대 이남봉 교장 선생님 취임
- 2011. 7. 2 종합학습실(영화관,노래방,악기연습실) 설치
- 2014. 2. 14 제65회 졸업(남14, 여8, 계22명 총 2,955명)
- 2014. 3. 1 초등학교 10학급 편성
- 2014. 12. 31 문화예술교육 우수교 교육감 표창
- 2017. 1. 1 전국 100대 우수 방과후학교 지정
- 2018. 2. 28 석면천장텍스,냉난방기,LED등 교체공사
- 2019. 1. 10 제70회 졸업(남13,여15계28명 총 3,079명)
- 2019. 3. 1 제 21대 문향숙 교장 취임
- 2019. 3. 1 초등학교 8학급 편성,병설유치원 1학급 편성
- 2019. 3. 1 혁신학교 지정

## 참고 자료
- 탑동초등학교 - 한국교육학술정보원 학교알리미